# Temple de Puning
Le temple de Puning (chinois : 普宁寺 ; pinyin : pǔníng sì), ou Temple de la Paix Universelle, qui se trouve à Chengde, province du Hebei, Chine (parfois appelé Temple du Grand Bouddha) est un grand temple bouddhiste de la dynastie Qing construit en 1755, pendant le règne de l'empereur Qianlong (1735-1796 AD). Il est voisin de la Résidence de montagne de Chengde, et du célèbre Temple de Putuo Zongcheng. C'est l'un des huit temples extérieurs de Chengde. Tout comme le temple Putuo Zongcheng fut construit à l'image du Palais du Potala, au Tibet, le temple de Puning est à l'image du monastère de Samyé, le premier  monastère du Bouddhisme tibétain fondé au Tibet central.
Quoique le temple antérieur soit de style chinois, on retrouve dans ce complexe architectural les styles chinois et tibétains. Le Temple de Puning abrite également la plus grande statue au monde d'un Bodhisattva en bois (22,28 mètres de haut et 110 tonnes),. Aussi, le Temple de Puning est souvent surnommé "Temple du Grand Bouddha". On peut y voir, outre les temples, divers pavillons, une tour du tambour et une tour de la cloche.

## Histoire
Depuis le seizième siècle, sous la dynastie Ming, les Dzoungars du Nord-Est de la Chine étaient en guerre civile. L'empereur Qianlong envoya une armée à Yili, pour réprimer leur rébellion contre la dynastie des Qing. Pour commémorer cette victoire, l'empereur fit construire le Temple de la Paix Universelle, symbole de sa volonté de maintenir la paix entre ethnies, et la stabilité des provinces du Nord Est. L'Empereur Qianlong signa de sa main la tablette qui se trouve dans le pavillon des stèles du temple.
Une stèle (appelée Punging Si Bei) est érigée en 1755 par Qianlong, pour montrer la puissance des Mandchous et commémorer un banquet tenu à Chengde pour marquer la soumission des groupes ethniques d'Asie centrale,pendant la campagne contre les Mongols Dzoungars au Xinjiang. Il fait également construire à Chengde d'autres stèles commémoratives de ses guerres, parmi lesquelles Pingding Zhunke'er hming Ili Bei (1755) et Ringding Zhunke'er Hou Leming Ili Bei (1758).
Le temple de Puning est célèbre pour la grande statue en bois d'un bodhisattva qui se trouve dans sa salle principale. Elle présente mille yeux, et mille bras, de tailles variées. La statue elle-même est faite de bois de cinq essences pin, cyprès, orme, sapin et tilleul.
Depuis 1994, la résidence de montagne de Chengde et les Huit Temples Extérieurs (dont le temple de Puning) font partie de la Liste du patrimoine mondial de l'UNESCO. Le Temple de Puning est un lieu touristique et le siège de festivités locales.

## Galerie

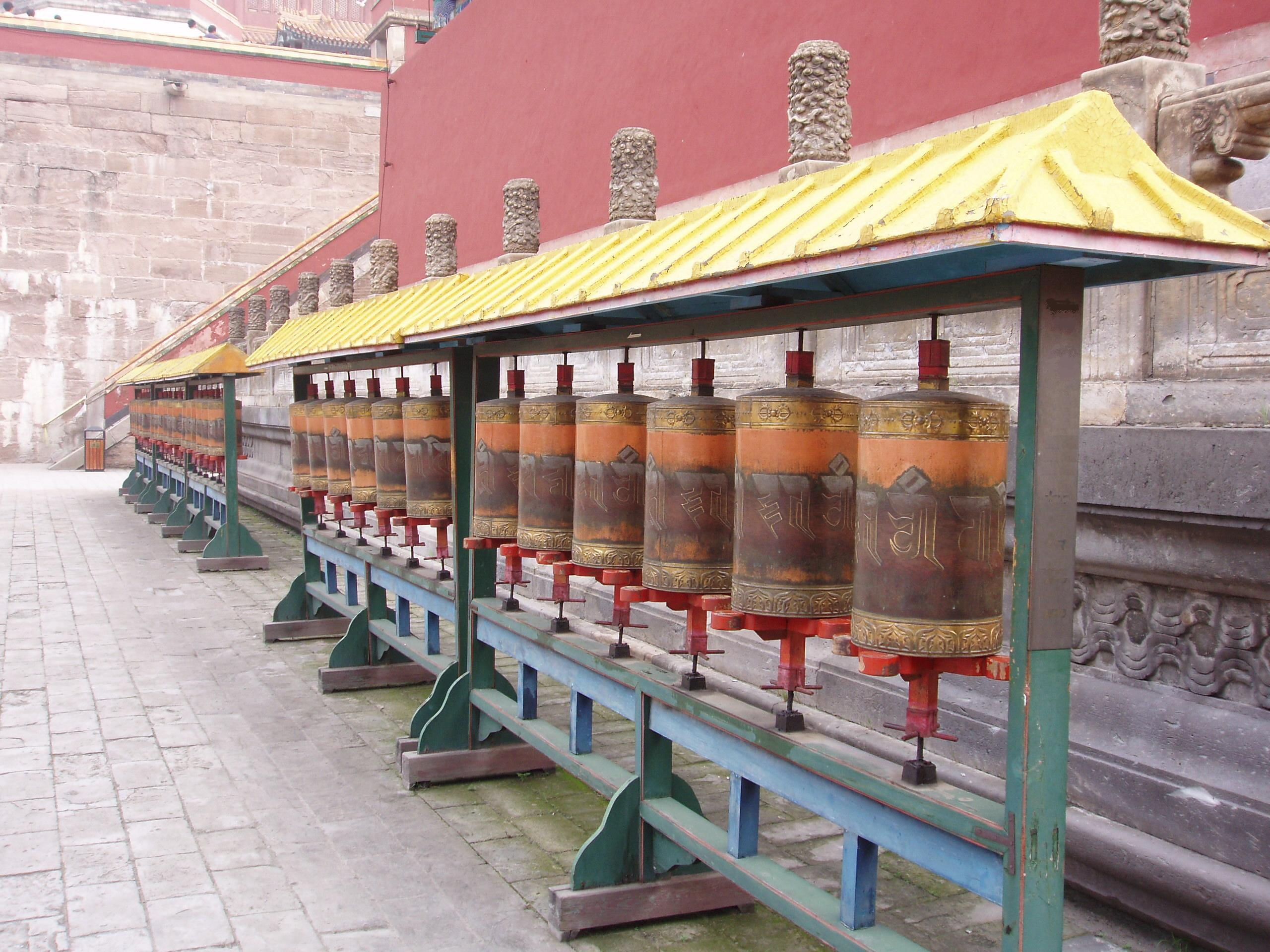
Moulins à prière du temple de Puning
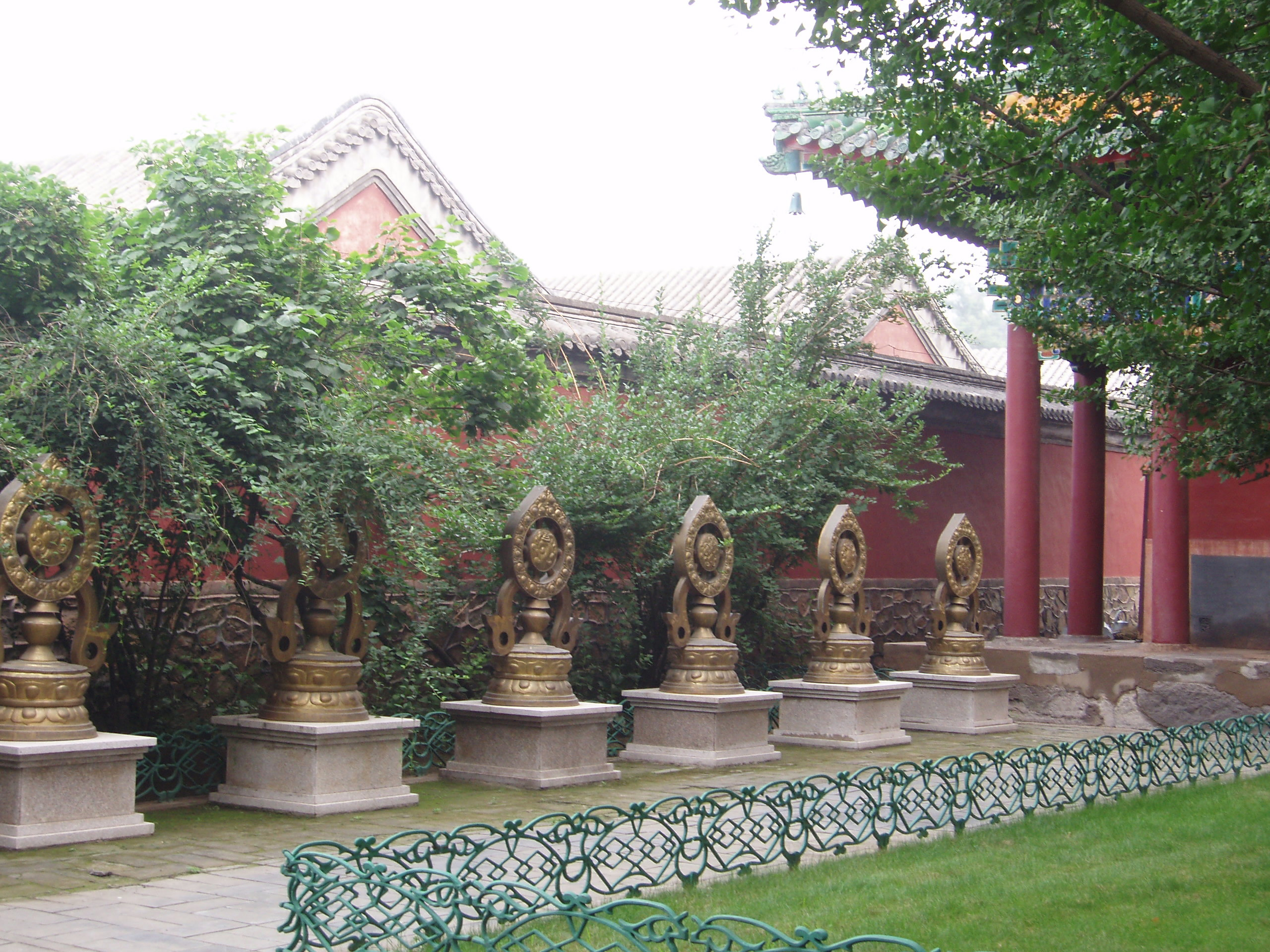
Jardins du Temple de Puning
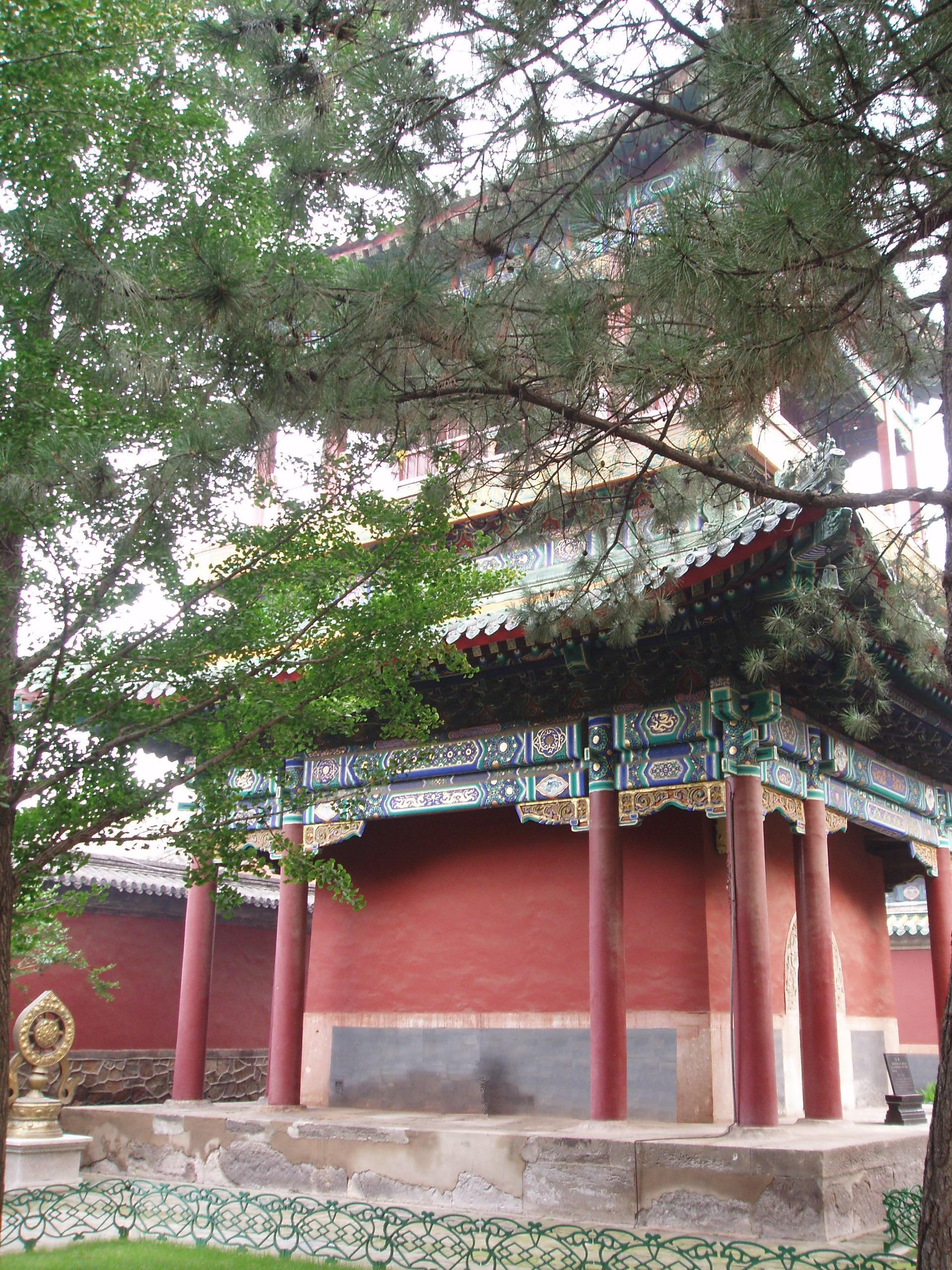
Une pagode du Temple de Puning
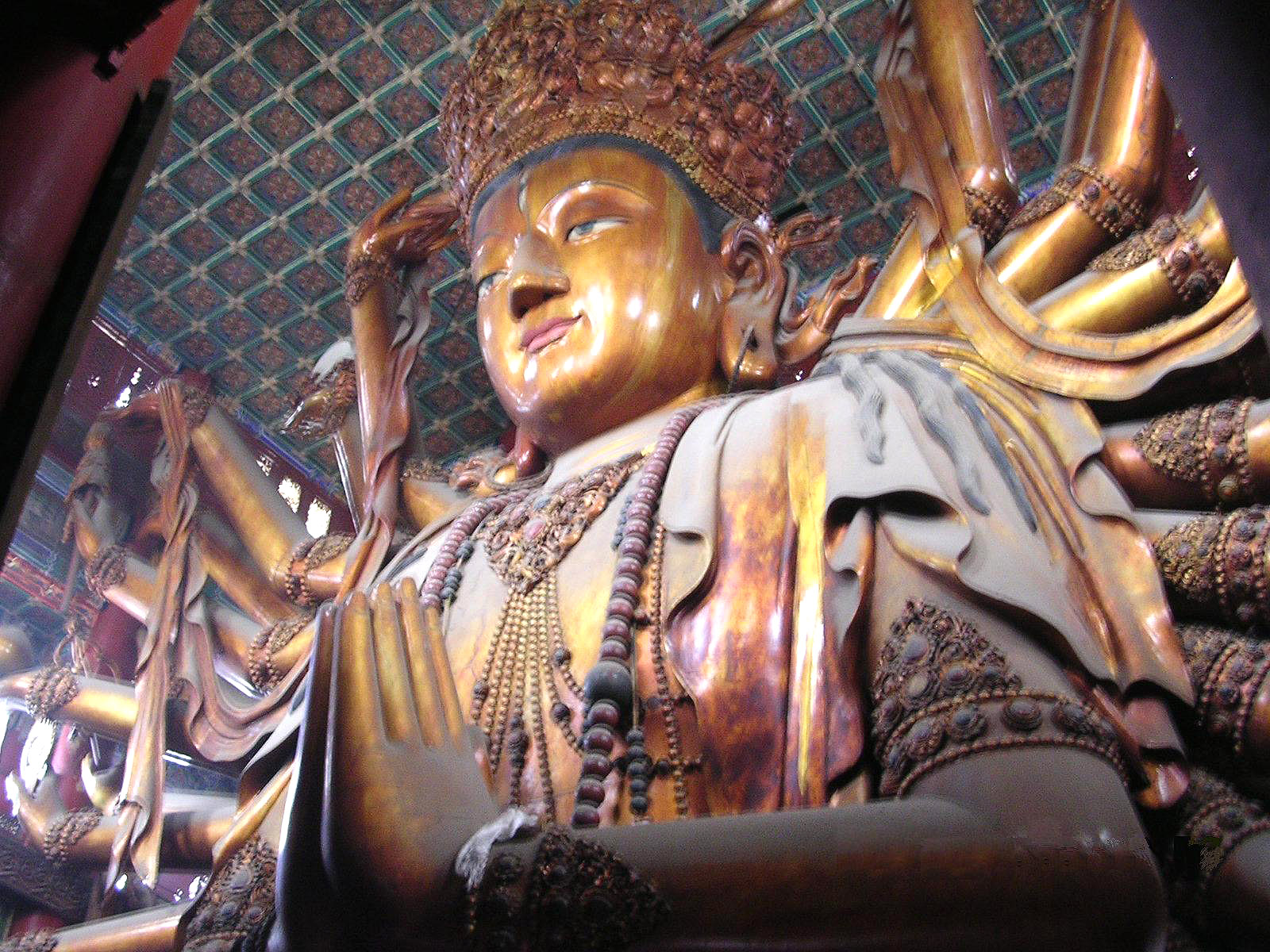
Grande statue en bois du Bodhisattva du Temple de Puning